# Epicauta insueta
Epicauta insueta är en skalbaggsart som beskrevs av Werner 1955. Epicauta insueta ingår i släktet Epicauta och familjen oljebaggar. Inga underarter finns listade i Catalogue of Life.